# スリー・トゥ・ザ・パワー
『スリー・トゥ・ザ・パワー』 (3...to the power of three) は、キース・エマーソン、ロバート・ベリー、カール・パーマーのトリオである3（スリー）が1988年に発表したアルバム。

## 解説

### 内容
ベリーが作曲した作品が半数を占める。彼の作品の基本はメロディ重視のポップ・ロックで、エマーソン独特のシンセサイザーを主体としたアレンジがなされている。
エマーソンがエマーソン・レイク＆パーマー（ELP）で披露したアクロバット感覚の速弾き演奏やモーグ・シンセサイザー独特のサウンドは影を潜め、ELP解散後に担当した映画音楽で用いていた曲想が大半を占めている。彼が主導して作曲した作品は「デスデ・ラ・ヴィダ」と「オン・マイ・ウェイ・ホーム」の2曲。「オン・マイ・ウェイ・ホーム」は、1987年に病没したトニー・ストラットン・スミスを偲んで彼が作詞・作曲した。
「霧の8マイル」はザ・バーズがアルバム『霧の5次元』に発表してシングル・カットした曲のカバー。

### ジャケット
ジャケットの中央に大きく「3」、右端に「...TO THE POWER OF THREE」と書かれている。

## 評価
音楽的に好評であったという証拠は見当たらない。アメリカでは最高97位に終わり、メンバーの知名度を考慮すると商業的には失敗だった。
このメンバーと方向性では「商売」にならないとの結論が下され、彼等は1988年4月から5月に行われたアメリカ・コンサート・ツアーの後に解散した。

## 収録曲
1. トーキング・アバウト – Talkin' Bout (Robert Berry)
2. ラヴァー・トゥ・ラヴァー – Lover to Lover (Keith Emerson, Berry, Carl Palmer)
3. チェインズ – Changes (Sue Shifrin, Bob Marlette)
4. デスデ・ラ・ヴィダ – Desde la Vida
  1. ラ・ヴィスタ – La Vista (Emerson, Berry, Palmer)
  2. フロンテラ – Frontera (Emerson)
  3. サングレ・デ・トロ – Sangre de Toro (Emerson, Palmer)
5. 霧の8マイル – Eight Miles High (Gene Clark, Roger McGuinn, David Crosby)
6. ランナウェイ – Runaway (Berry)
7. ユー・ドゥ・オア・ユー・ドント – You Do or You Don't (Berry)
8. オン・マイ・ウェイ・ホーム – On My Way Home (Emerson)

オリジナルLP
| #         | タイトル | 作詞・作曲                                           | 時間  |
| --------- | --- | ---------------------------------------------------- | ----- |
| 1.        | 「トーキング・アバウト Talkin' Bout」                                                                                              | Robert Berry                                         | 4:00  |
| 2.        | 「ラヴァー・トゥ・ラヴァー Lover to Lover」                                                                                        | Keith Emerson, Berry, Carl Palmer                    | 4:12  |
| 3.        | 「チェインズ Chains」 | Sue Shifrin, Bob Marlette                            | 3:42  |
| 4.        | 「デスデ・ラ・ヴィダ Desde la Vida - (I)ラ・ヴィスタ La Vista - (II)フロンテラ Frontera - (III)サングレ・デ・トロ Sangre de Toro」 | - Emerson, Berry, Palmer - Emerson - Emerson, Palmer | 7:06  |
| 合計時間: | 合計時間: | 合計時間:                                            | 19:00 |

| #         | タイトル                                               | 作詞・作曲                                                                         | 時間  |
| --------- | ------------------------------------------------------ | ---------------------------------------------------------------------------------- | ----- |
| 1.        | 「霧の8マイル Eight Miles High」                       | Gene Clark, Roger McGuinn, David Crosby (Lyrics revised by Emerson, Berry, Palmer) | 4:08  |
| 2.        | 「ランナウェイ Runaway」                               | Berry                                                                              | 4:42  |
| 3.        | 「ユー・ドゥ・オア・ユー・ドント You Do or You Don't」 | Berry                                                                              | 5:02  |
| 4.        | 「オン・マイ・ウェイ・ホーム On My Way Home」          | Emerson                                                                            | 4:46  |
| 合計時間: | 合計時間:                                              | 合計時間:                                                                          | 18:38 |

## 参加ミュージシャン
3
- キース・エマーソン　Keith Emerson – キーボード
- ロバート・ベリー　Robert Berry – ボーカル、ギター、ベース、プロダクション
- カール・パーマー　Carl Palmer – ドラムス、プロダクション

その他
- Suzie O'List – バッキング・ボーカル
- Kim Liatt J. Edwards – バッキング・ボーカル
- Lana William – バッキング・ボーカル

## チャート
アメリカでは最高97位。